# Eurrhypis cacuminalis
Eurrhypis cacuminalis is een vlinder uit de familie grasmotten (Crambidae). De wetenschappelijke naam is voor het eerst geldig gepubliceerd in 1843 door Eduard Friedrich Eversmann.
De soort komt voor in Europa.